# رين موريتا
رين موريتا (باليابانية: 森田 凜) (مواليد 14 فبراير 2002) هو لاعب كرة قدم ياباني.

## وصلات خارجية
- رين موريتا على موقع رابطة كرة القدم اليابانية للمحترفين (اليابانية)
- رين موريتا على موقع قاعدة بيانات كرة القدم.إي يو (الإنجليزية)
- رين موريتا على موقع Soccerway.com (الإنجليزية)
- رين موريتا على موقع عالم كرة القدم.نت (الإنجليزية)